# Tristan Murail
Tristan Murail (* 11. März 1947 in Le Havre) ist ein französischer Komponist.

## Leben
Murails Mutter war Journalistin, sein Vater Dichter. Seine Geschwister Lorris (1951–2021), Marie-Aude (geb. 1954) und Elvire (geb. 1958) waren bzw. sind Schriftsteller.
Tristan Murail studierte zunächst Arabistik und Wirtschaftswissenschaften und machte entsprechende Abschlüsse. Schon mit 19 Jahren wandte er sich der Musik zu und studierte von 1966 bis 1971 Ondes Martenot bei Jeanne Loriod (Schwester von Yvonne Loriod) und Maurice Martenot sowie von 1967 bis 1971 Komposition bei Olivier Messiaen am Pariser Konservatorium (CNSM). Er erhielt 1971 einen ersten Preis für Komposition und im selben Jahr  den Prix de Rome. Zwei Jahre verbrachte er daraufhin in der Villa Medici, wo er mit Giacinto Scelsi zusammentraf. Wichtige Komponisten für ihn waren während seiner Lehrjahre Iannis Xenakis, Giacinto Scelsi und vor allem György Ligeti.
Bei seiner Rückkehr aus Rom 1973 gründete er mit Gérard Grisey, Michaël Levinas und Hugues Dufourt das Ensemble l’Itinéraire, das zu einer Werkstätte der Live-Elektronik und der computergestützten Komposition wurde. Im selben Jahr schrieb er La Dérive des Continents und Les Nuages de Magellan, die seinen ersten eigenen, aus einem ununterbrochenen klanglichen Magma bestehenden Stil begründeten. Sables (1974) und Mémoire/Èrosion (1975–1976) markierten anschließend eine Reduktion der Mittel.
1980 nahmen die Itinéraire-Komponisten an einem IRCAM-Lehrgang teil. Murail begann, mit Hilfe des Computers akustische Phänomene noch genauer zu erforschen. Er schrieb Désintégrations (1982–1983), in dem er zum ersten Mal Instrumentalklänge und synthetische Klänge gleichzeitig benutzte. Mit Serendib (1992) und anderen Stücken dieser Zeit erreichte seine Musik eine extreme Durchartikuliertheit und formale Unvorhersehbarkeit. Von 1987 bis 1990 lehrte er musikalische Informatik am Pariser Konservatorium und von 1990 bis 1997 Komposition am IRCAM und war an der Entwicklung des Kompositions-Hilfsprogramms Patchwork beteiligt. Außerdem unterrichtete er bei den Darmstädter Ferienkursen, in Royaumont und beim Centre Acanthes.
Tristan Murail lehrte von 1997 bis 2011 als Professor für Komposition an der Columbia University New York.
Danach war er drei Jahre Gastprofessor am Salzburger Mozarteum. Derzeit ist er Gastprofessor an der Musikhochschule Shanghai. Seit 2001 ist er assoziiertes Mitglied der Académie royale des Sciences, des Lettres et des Beaux-Arts de Belgique.

## Werke

### Orchesterkomposition
- 1970: Altitude 8000, für Orchester
- 1972: Au-delà du mur du son, für großes Orchester
- 1973: La dérive des continents, für Soloviola und 12 Streicher
- 1973: Cosmos privé, für Orchester
- 1973–74: Sables, für Orchester
- 1979: Les courants de l'espace, für Ondes Martenot, kleines Orchester und Elektronik
- 1980: Gondwana, für Orchester
- 1985: Sillages, für Orchester
- 1985: Time and again, für Orchester

In dieser Komposition bilden die Instrumente und der Synthesizer eine Art Zeitmaschine, in der Rückblenden und Vorgriffe schroff und verstörend gegeneinander gesetzt werden.
- 1991: La dynamique des fluides, für Orchester
- 1996: Le partage des eaux, für großes Orchester
- 2003–04: Terre d'ombre, für großes Orchester und Elektronik
- 2007: Contes cruels, für 2 E-Gitarren und Orchester
- 2010: Les Sept Paroles, für Orchester, Chor und Elektronik
- 2012: Le Désenchantement du Monde, piano concerto

Kompositionsauftrag der musica viva des Bayerischen Rundfunks et al., Uraufführung am 4. Mai 2012 im Herkulessaal, München
- 2013: Reflections / Reflets I – Spleen
- 2013: Reflections / Reflets II – High Voltage / Haute tension
- 2017: Reflections / Reflets III – Vents et marées / Tidal winds
- 2019: Les Neiges d'antan, für großes Orchester
- 2019: De pays et d'hommes étranges, Konzert für Violoncello und Kammerorchester
- 2022: L'oeil du cyclone, für Klavier und Orchester[5]

### Werke für Ensemble
- 1969: Couleur de mer, für 15 Instrumente
- 1970: Où tremblent les contours, für 2 Violen
- 1971: Mach 2,5, für 2 Ondes Martenot
- 1972: L'Attente, für 7 Instrumente (revidiert 1992)
- 1974: Tigres de verre, für Ondes Martenot und Klavier
- 1975–76: Mémoire/Érosion, für Horn solo und 9 Instrumente
- 1976: Mach 2,5, Version für 6 Ondes Martenot
- 1978: Ethers, für 6 Instrumente
- 1978: Treize couleurs du soleil couchant , für Flöte, Klarinette, Klavier, Violine, Violoncello und Elektronik ad lib.
- 1982: Désintégrations, für 17 Instrumente und computergeneriertes Tonband

Dieser Komposition gingen Analysen diverser Instrumente durch einen Computer voraus, mit denen er ein Tonband erstellte, das nicht die verschiedenen Instrumententypen simuliert, sondern davon abgeleitete Klänge.
- 1986: Vision de la cité interdite, für 2 Yamaha DX7-Synthesizer
- 1988: Vues aériennes, für Horn, Violine, Violoncello und Klavier
- 1989–90: Allégories, für Flöte, Klarinette, Violine, Violoncello, Horn, Schlagzeug und Elektronik
- 1990: Le Fou à pattes bleues, für Flöte (in F und in C) und Klavier
- 1991–92: Serendib, für 22 Instrumente
- 1993: La Barque mystique für Flöte, Klarinette, Violine, Violoncello und Klavier
- 1993–94: L'Esprit des dunes, für 11 Instrumente und Elektronik
- 1996: Bois flotté, für Klavier, Posaune, Streichtrio und Elektronik
- 1998–2018: Portulan, Zyklus für Ensemble
- 2000: Winter Fragments, für Flöte, Klarinette in B, Klavier, Violine, Violoncello, MIDI-Keyboard und Computer
- 2000–2001: Le Lac, für 19 Instrumente
- 2005: Pour adoucir le cours du temps, für 18 Instrumente und Elektronik
- 2006: Légendes urbaines für 22 Instrumente
- 2006: Seven Lakes Drive, für Flöte, Klarinette, Horn, Klavier, Violine und Violoncello
- 2008: Liber fulguralis, für Ensemble, Elektronik und Video
- 2009: En moyenne et extrème raison, für 15 Instrumente und Elektronik
- 2011: Lachrymae, für G-Flöte und Streichquintett
- 2011: Paludes, für G-Flöte, Klarinette, Violine, Viola und Violoncello
- 2011: La Chambre des cartes, für Flöte, Klarinette, Horn, Klavier, Schlagzeug, Violine, Viola und Violoncello
- 2011: Dernières nouvelles du vent d'ouest, für Viola, Horn, Klavier und Schlagzeug
- 2012: The Bronze Age, für Flöte, Klarinette, Posaune, Violine, Violoncello und Klavier
- 2014: Un Sogno, für Ensemble und Elektronik
- 2017: Near Death Experience d'après L'Ile des morts d'Arnold Böcklin, für Ensemble und Video
- 2018: Stalag VIIIA, für Violine, Klarinette, Violoncello und Klavier
- 2018: Une lettre de Vincent, für Flöte und Violoncello
- 2019: Kinderszenen de Robert Schumann, für Flöte, Violoncello und Klavier

### Kammermusik
- 1970: Où tremblent les contours, für 2 Violen
- 1973: Les Nuages de Magellan, für 2 Ondes Martenot, E-Gitarre und Schlagzeug
- 1974: Transsahara express, für Fagott und Klavier
- 1986: Atlantys, für 2 DX7 Yamaha Synthesizers
- 1998: Feuilles à travers les cloches, Flöte, Violine, Violoncello und Klavier
- 2006: Les Ruines circulaires, für Klarinette und Violine
- 2008: Garrigue, für Bassflöte, Viola, Violoncello und Schlagzeug
- 2015: Travel Notes, für 2 Klaviere und 2 Schlagzeuger
- 2016: Sogni, ombre et fumi für Streichquartett

### Soloinstrument
- 1967: Comme un oeil suspendue et poli par le songe, für Klavier
- 1972: Estuaire, für Klavier
- 1976: C'est un jardin secret, ma sœur, ma fiancée, une fontaine close, une source scellée für Violoncello
- 1977: Tellur, für Gitarre
- 1977: Territoires de l'oubli, für Klavier
- 1982: La Conquête d'Antarctique, für Ondes Martenot
- 1984: Vampyr!, für E-Gitarre
- 1992: Attracteurs étranges, für Violoncello
- 1992: Cloches d’adieu, et un sourire... in memoriam Olivier Messiaen, für Klavier
- 1993: La Mandragore, für Klavier
- 1995: Unanswered questions, für Flöte
- 2002: Les Travaux et les jours, für Klavier
- 2018: Cailloux dans l'eau, für Klavier
- 2019: Le Rossignol en amour, für Klavier
- 2021: Résurgence, für Klavier
- 2021: Mémorial, für Klavier

### Vokalmusik
- 1995: ...amaris et dulcibus aquis..., für Chor und Elektronik
- 2010: Les sept Paroles, für Orchester, Chor und Elektronik
- 2016: La Vallée close, sur des sonnets de Pétrarque, für Mezzosopran, Klarinette, Violine, Bratsche und Violoncello

## Schriften
- Models & artifice: The collective writings of Tristan Murail. Hrsg. v. Joshua Fineberg, Pierre Michel. Routledge 2005.

## Auszeichnungen
- 1971: Prix de Rome
- 1990: Grand Prix du Disque
- 1992: Akademie Charles Cros
- 2023: Wihuri-Sibelius-Preis[6]